# Chalcopsitta
Chalcopsitta je rod papiga iz potporodice lorija sastavljen od četiri vrste. Sve vrste ovog roda obitavaju u području Nove Gvineje i Salomonskih Otoka, te njihovoj okolici. Naziv za ovaj rod dolazi od grčkih riječi khalkos, što znači brončan i psitta, što znači papiga
.

## Opis
Sve četiri vrste ovog roda su duge oko 31-32 centimetra. Imaju poprilično dugačke repove. Mužjaci i ženke su dosta slični što se tiče vanjskog izgleda, dok njihovi mladunci imaju bljeđe perje, te više izražene tzv. "očne prstenove".

## Taksonomija
Rod Chalcopsitta podrazumijeva četiri vrste i nekoliko podvrsta:
Chalcopsitta Bonaparte 1850
- Crni lori, Chalcopsitta atra (Scopoli 1786.)
  - Chalcopsitta atra atra (Scopoli 1786.)
  - Chalcopsitta atra bernsteini Rosenberg, HKB 1861.
  - Chalcopsitta atra insignis Oustalet 1878.
- Smeđi lori, Chalcopsitta duivenbodei Dubois 1884.
  - Chalcopsitta duivenbodei duivenbodei Dubois 1884.
  - Chalcopsitta duivenbodei syringanuchalis Neumann 1915.
- Žutoprugasti lori, Chalcopsitta sintillata (Temminck 1835.)
  - Chalcopsitta sintillata chloroptera Salvadori 1876.
  - Chalcopsitta sintillata rubrifrons Gray, GR 1858.
  - Chalcopsitta sintillata sintillata (Temminck 1835.)
- Kardinalski lori, Chalcopsitta cardinalis (Gray, GR 1849.)